# Simon van Poelgeest
Simon van Poelgeest (* 27. August 1900 in Amsterdam; † 9. Juli 1978 in Haarlem) war ein niederländischer Radrennfahrer.

## Sportliche Laufbahn
Simon van Poelgeest war im Bahnradsport aktiv. Er war Teilnehmer der Olympischen Sommerspiele 1924 in Paris. In der Mannschaftsverfolgung schied das Team der Niederlande mit Simon van Poelgeest in der ersten Runde aus.